# Pachymelon
Pachymelon is een geslacht van uitgestorven weekdieren uit de familie van de Volutidae.

## Soorten
- Pachymelon amoriaformis (Marwick, 1926) †

### Synoniemen
- Pachymelon (Palomelon) Finlay, 1926 => Alcithoe H. Adams & A. Adams, 1853
  - Pachymelon (Palomelon) benthicola Dell, 1963 => Alcithoe benthicola (Dell, 1963)
  - Pachymelon (Palomelon) fissurata Dell, 1963 => Alcithoe fissurata (Dell, 1963)
  - Pachymelon (Palomelon) grahami Powell, 1965 => Alcithoe wilsonae (Powell, 1933)
  - Pachymelon (Palomelon) powelli Laws, 1936 † => Alcithoe powelli (Laws, 1936) †
  - Pachymelon (Palomelon) smithi Powell, 1950 => Alcithoe wilsonae (Powell, 1933)
  - Pachymelon (Palomelon) wilsonae Powell, 1933 => Alcithoe wilsonae (Powell, 1933)
- Pachymelon bartrumi L. C. King, 1933 † => Alcithoe bartrumi (L. C. King, 1933) †
- Pachymelon callaghani L. C. King, 1931 † => Alcithoe callaghani (L. C. King, 1931) †
- Pachymelon powelli Laws, 1936 † => Alcithoe powelli (Laws, 1936) †
- Pachymelon uptonensis L. C. King, 1934 † => Alcithoe uptonensis (L. C. King, 1934) †